# 福山市立神辺東中学校
福山市立神辺東中学校（ふくやましりつかんなべひがしちゅうがっこう）は広島県福山市神辺町下竹田にある男女共学の公立中学校。

## 沿革
- 1980年4月1日 - 神辺町立神辺中学校の生徒増加対策として同校の学区の一部をもって現在地に開校する。
- 2006年3月1日 - 深安郡神辺町が福山市に編入されたことに伴い校名が福山市立神辺東中学校に改称され、併せて所在地表示も変更される（深安郡神辺町下竹田959-1→福山市神辺町下竹田959-1）。

## 校名の由来
- 深安郡神辺町（当時）の東部を学区とすることから。

## 概要
- 1966年にそれまで町内にあった三つの中学校（神辺町立神辺・中条〔ちゅうじょう〕・安那〔やすな〕各中学校）を統合して以来中学校1校体制が続いた深安郡神辺町は神辺東中学校開校をもって14年ぶりに複数の中学校を有することになった（その後1984年には神辺町立神辺西中学校も開校し、18年ぶりに3校体制に復帰する）。統合当時福山市東南部の海岸に日本鋼管の製鉄所が進出し、福山市加茂町中野～福山市明神町2丁目間に国道182号（1970年以降は国道314号重用）バイパスが建設されることで福山市のベッドタウンとして人口が増加することが予想でき、なおかつ住民の強硬な反対があったにもかかわらず統合を強行した背景には自治体財政の苦しさや教育の効率化があったとされるが、同時に当時の深安郡神辺町の町政における先見のなさも指摘される（同じことは1965年に中央部の小学校3校を統合した芦品郡駅家町〔1975年2月1日福山市に編入〕にも言える）。
- 学区は田園地帯であるが、日本鋼管の進出や国道182号バイパスの開通、国道313号（広島県道・岡山県道福山井原線という主要地方道が1970年昇格。1993年以降は国道486号重用）の整備により住宅が立ち並ぶようになり、一部では住宅団地の造成も行われた。また、更に岡山県境に近い地域では工業団地も造成されている。
- 学区の東側は岡山県井原市及び笠岡市となる。笠岡市と神辺東中学校区を直接結ぶ道路は存在しない（境界が短く、山で隔てられているため）が、井原市とは国道313号、広島県道・岡山県道102号下御領井原線、井原鉄道井原線で結ばれており、人的・文化的交流も深い。
- 学校は芦田川支流の高屋川に合流する竹田川の右岸（北岸）にあり、周囲を広島県道・岡山県道102号下御領井原線や広島県道189号福山上御領線、福山市道（1970年までは広島県道・岡山県道下御領笠岡線）が通っている。
- 校門は東・西・北の3つあり、北門が正門（校門）である。
- 生徒数は昭和時代末期には700人近くになったこともあったがその後は少子・高齢化が進行したことやあまり宅地開発・区画整理が行われなかったこともあって減少の一途をたどり、現在は250人程度になっている（そのことを想定したのか校舎も3階建てのもの一つしかない）。しかし、現在学区内で国道313号（国道486号重用）神辺バイパス、広島県道76号神辺大門線、広島県道・岡山県道102号下御領井原線、広島県道189号福山下御領線の整備が進められており、それらの完成後はまた新たな展開が起きる可能性もある。

## 学区
- 特別の事情がない限り福山市立竹尋・御野両小学校の児童全員が進学することになっている。各小学校の学区は以下の通りである。

福山市立竹尋小学校区
- 神辺町旭丘（あさひおか）
- 神辺町上竹田
- 神辺町下竹田
- 神辺町八尋（やひろ）

福山市立御野小学校区
- 神辺町上御領
- 神辺町下御領
- 神辺町平野の一部（269番地以降）

## 学区の地理

### 主要施設
- 井原鉄道井原線御領駅
- 神辺工業団地

### 名所・旧跡・観光地
- 備後国分寺跡…現在もあるが建物は江戸時代のもの。この備後国分寺の南側に備後国府があったと主張する人もいるが遺構は未発見。
- 八丈岩…伝承によると、昔々「ごん」と「八」という鬼がいて、四日三晩にわたり喧嘩をしていた時、「ごん」が踏んだ岩とされ、くっきり凹凸が見られる。
- 旧山陽道…学区内には一里塚の跡もあり、バス停や交差点名に残されている。また、律令時代の山陽道も学区内を通過していたとされる（広島県道・岡山県道102号下御領井原線と広島県道181号下御領新市線が踏襲しているとされる）。
- 石井表記グラウンド…神辺工業団地（福山市神辺町旭丘）にある本社工場脇に建設されたグラウンド。毎年8月中～下旬の週末に放送される「24時間テレビ 愛は地球を救う」（日本テレビ系列、学区内では広島テレビ放送または西日本放送テレビで視聴可能）放送時間中に24時間野球大会を行うことで知られている（きちんと募金箱も設置される）。
- 堂々公園…江戸時代に築かれた砂留（砂防ダム）周辺に作られた公園。
- 井笠鉄道神辺線跡地…1967年経営不振と国鉄井原線（現：井原鉄道井原線）建設に伴い廃止。跡地のほとんどは井原鉄道井原線の敷地になったが、未舗装の道路として残されているところもある。
- 葛原しげる生家及び詩碑…福山市神辺町八尋出身の童謡詩人の生家と詩碑（生没年は1886～1961年）。毎年命日（12月7日）には地元の子供たちによってニコピン忌が開かれる。

### 自然景観
- 高屋川…芦田川支流。かつては井原鉄道井原線に並行して流れていたが、河川改修で大幅に付け替えられた。
- 権現山…標高231.4m。登山道は整備されていない。

### 教育機関（小学校以上）
- 福山市立竹尋小学校
- 福山市立御野小学校

## アクセス
- 鉄道の最寄駅は井原鉄道井原線御領駅。徒歩で20分ほどかかる。
- 最寄のバス停は井笠バスカンパニー竹田橋バス停である。しかし、現在は路線の廃止により予約制のデマンドバスで運行されている。

## 備考
- 神辺東中学校区にはかつて神辺町立安那中学校があった。前記の通り1966年に神辺町立神辺中学校に統合されて消滅したのだが、その跡地は現在小田商店（福山市駅家町倉光と福山市春日町3丁目に店舗を持つスーパーマーケット）の物流センターや広島県道・岡山県道102号下御領井原線になっている（それ以前にも住宅会社の敷地になっていたこともあってか跡地であることを示す碑や看板は見当たらない）。ただ、住民の強硬な反対にもかかわらず、なおかつ福山市のベッドタウンとして発展する可能性が十分考えられたにもかかわらず先見の明のない町政によって廃校になったという経緯もあってか神辺東中学校のHPや記念誌ではきちんとこの神辺町立安那中学校についても触れている。なお、安那とは今ではあまり見かけない地名になったが、1898年に深津郡と統合して深安郡が発足するまで福山市北部（現在の加茂・神辺・山野各町の全域と駅家町法成寺）に存在した郡の名前（安那郡）である。
- 神辺東中学校は何度か記念誌を発行しているが、そのうち開校20周年記念誌「安那の里」（1999年発行）は福山市かんなべ図書館（旧：かんなべ町立図書館）に置いてあり、閲覧可能である。